# 新罗
新罗（韓語：신라）（前57年－935年）为朝鲜历史上的国家之一。根据《三国史记》的记载，新罗于公元前57年由朴赫居世居西干创建。532年，新罗兼并伽倻后，在朝鲜半岛和东北亚地区与高句丽、百济形成了三足鼎立的势态。7世纪中后期，新罗联合唐先后灭亡了百济（660年）和高句丽（668年）。唐罗战争后，新罗完全控制朝鲜半岛大同江以南地区，朝鲜半岛进入了统一新罗时代。在文武王至景德王统治期间的约百年时间里，统一新罗出现了社会经济繁荣发展的“圣代”时期。8世纪中后期，由于内讧和农民起义不断，统一新罗逐步走向衰落，9世纪末期分裂成后三国。公元935年，朝鲜半岛又被高丽统一，后三国时代结束。
新罗早期，王位在朴、昔、金三大家族间继承，奈勿尼师今（356－402年）继位后由金氏家族独占。法兴王（514－540年）统治期间，新罗建立起骨品制和以其为基础的官制。654年真骨出身的金春秋登上王位后，打破只有圣骨才能继承王位的惯例，王位开始由真骨贵族掌控。新罗是个佛教国家，同时也通过儒家思想管理国家，682年设立国学，747年开始对贵族子弟进行9年制的儒学教育，788年开设“读书三品科”（朝鲜科举制度的雏形）。
乡歌是新罗最具代表性的诗歌形式。由于新罗积极引进中国中原文化，汉文学也取得了很大的成就，出现了金大问、强首、薛聪、崔致远等汉学家。新罗也是世界上最早从中国引进制瓷技术的国家。

## 国号
由于新罗的国号并非汉语，故在早期存在不同的汉字标记，如徐罗伐、徐耶伐、徐那伐、新罗、斯罗、薛罗等，其中仅见于中国史料的是斯卢、新卢，仅见于日本史料中是新良、志罗纪。据《三国史记》记载，“新罗”一词出现于公元307年。从史料年代来看，实际上最早出现于公元414年的《好太王碑》中。公元503年，智证王以“新者德业日新，罗者网罗四方”之意，正式确定国名的汉字标记为“新罗”。
而关于“新罗”一词的语源，学界也是众说纷纭。有观点认为是“新国”之意，有观点认为是“东方（或东土、东国）”之意，有观点认为是“首邑”、“上邑”之意，还有观点认为是“金铁之地”之意。还有学者考证，徐罗[†sara]、薛罗[†särra]是新罗的早期称谓，在古韩语中意为“东土”（“伐”为“原野”之意，徐罗伐即“东土之原”），显示新罗发祥于閼川以东。随着新罗疆域的扩大，徐罗、薛罗不适合作为国号，取而代之的是斯卢、斯罗[†sira]或新卢、新罗[†sirra]，在古韩语中意为“新土（新国）”。
新罗还有一个别称为“鸡林”，据《三国史记》记载，该称呼源于金氏始祖金閼智被发现于鸡鸣之林。后来唐朝在新罗设置鸡林州都督府，作为对新罗进行羁縻统治的机构。统一新罗时期，新罗有时会在国号前添加唐朝，如“有唐新罗国”、“大唐新罗国”等。。

## 历史

### 建国

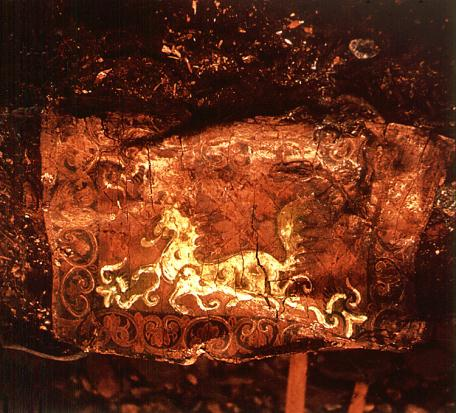
天馬塚出土的天馬圖

新罗始于辰韩十二部落之斯卢。斯卢位于金城（今庆州），由六个氏族村落组成。相传有一神马在斯卢留下一瓢形大卵，有一男婴从卵中破壳而出。斯卢人将男婴奉为神，在其10岁多（公元前57年）的时候，将其推举为王，是为新罗始祖朴赫居世居西干:32-33。公元前53年正月，有一條龍在閼英井出現，在其右腋下生出了一名女嬰。目睹女嬰誕生的老婦人收養了她並為她命名為閼英。閼英長大後，朴赫居世居西干聽說她的姿容和德行不凡，納她為妃。閼英夫人以賢行而聞名，輔助赫居世居西干被時人奉為「二聖」。
儒理尼师今（24-57年）时期，斯卢的六个氏族村落被改编成六个行政区域，赐以李、崔、孙、郑、裴、薛六姓，并设立十七等官位。儒理尼师今传位于其女婿贤明之人昔脱解（脱解尼师今）。新罗王位开始在朴、昔两家族间继承。传说，儒理尼师今夜闻城西树林有公鸡鸣叫。次日派人前去查看，见“有金色小柜挂树枝，白鸡鸣于其下”，金柜内有一男孩。儒理尼师今收养了金柜内的男孩，给他取名金阏智，是为新罗金氏始祖:33。261年，沾解尼师今去世后无子，助贲尼师今的女婿金阏智后裔味邹尼师今继位。王位从此开始在朴、昔、金三大家族间继承:33。

### 中央集权的建立

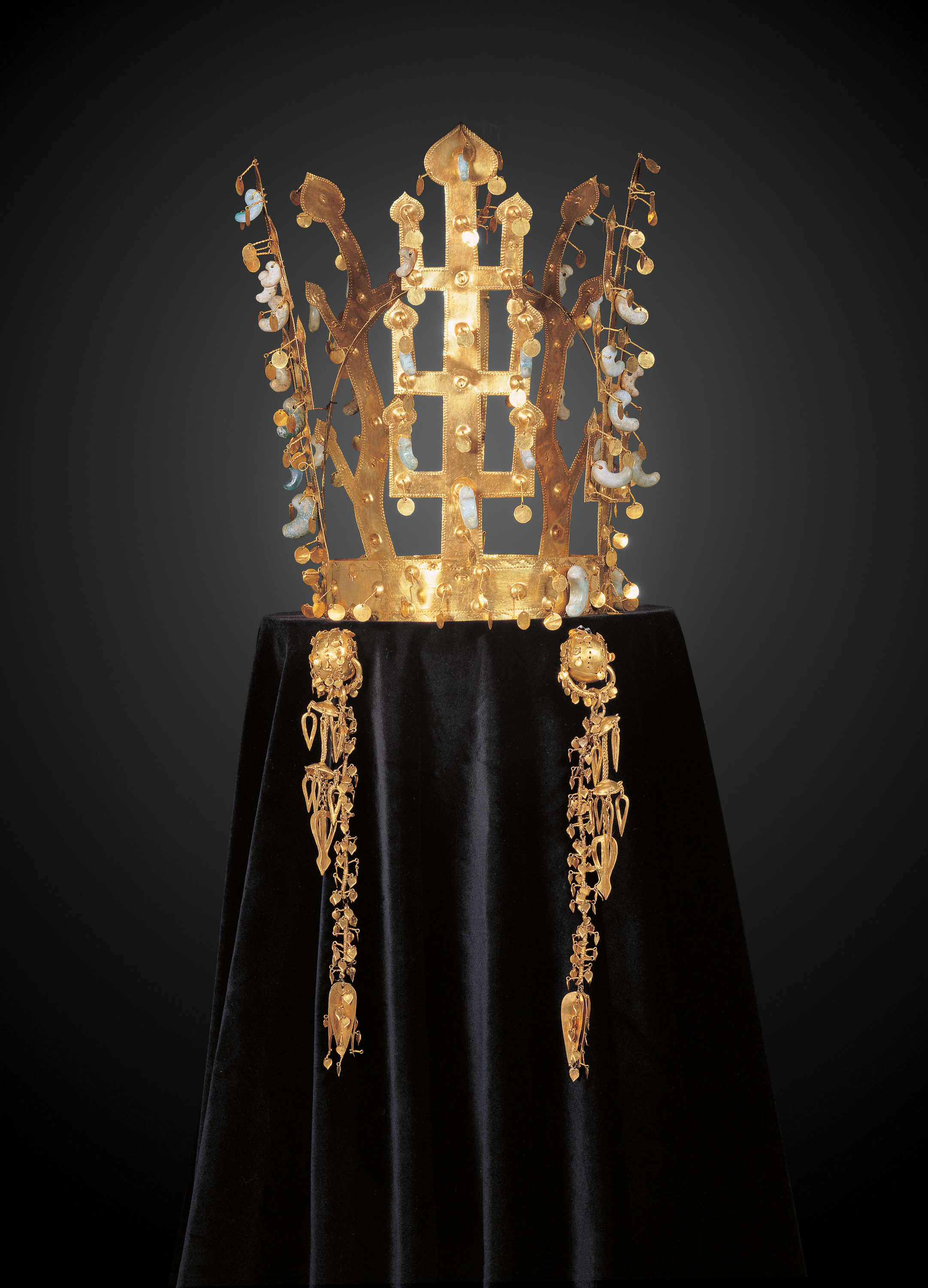
新罗金冠

奈勿尼师今（356-402年）继位后，将君主称呼由“尼师今”改为“麻立干”（意为分水岭），并开始采取措施巩固金氏家族对王权的控制。新罗王位从此由金氏家族独占。402年，奈勿尼师今去世，其子讷祇麻立干年幼，新罗人拥实圣麻立干即位。实圣怨恨奈勿将他在年幼时送到高句丽为人质，417年将奈勿之子讷祇送到高句丽为人质，并试图让高句丽人将其杀害。但高句丽人并没杀他。讷祇后回国弒王即位。君主世袭制度在新罗得到正式确立。:34:66-67
智证王（500-514年）即位后，新罗于503年去除了“麻立干”的君主称呼，並確立国号为「新罗」。505年，新罗开始实行州、郡、县三级行政区划。州长官军主、郡长官太守和县长官县令由国王选派。于山国亦在智证王统治期间(512年)并入新罗。514年智証王在洛東江西岸的咸安郡設置「小京」，加強對新羅南部地區的控制:34:66-67。
法兴王（514-540年）统治期间，新罗建立起骨品制和以其为基础的官制（十七官等制和百官公服制）。十七官等制将官吏职位分为17等级。只有具有相应骨品级别身份的人才能担任相应的官职。不同等级的官职有不同的服饰、车马、房屋等，即百官公服制。法兴王在位期间，新罗设立起国家重大政策决策机构“和白会”。523年，新罗吞并金官伽倻，版图扩展到洛东江下游地区。536年，新罗开始使用“建元”独立年号纪元。:34-35:66

### 中兴期
真兴王 （540-576年）统治期间，新罗国力得到很大提高，吞并整个洛东江流域和整个汉江流域，东北边境扩展到今咸镜南道的利原、端川一带。新罗夺下肥沃的汉江平原后，不仅在人口和物资方面得到增强，也同时控制了朝鲜半岛与唐朝经贸文化往来的门户汉江口，为新罗日后国力的兴盛提供了外部桥梁。:35-36:66
真兴王在位期间，新罗建立起“六停”军队，每州设有一停，由真骨将军统领。此外，新罗还发展了独具特色的花郎组织。551年，新罗与百济趁高句丽内乱联合出兵夺回475年被高句丽长寿王攻占的原百济国都所在的汉江流域。新罗得到汉江上游十郡。此后，新罗又发兵攻占百济夺回的汉江下游六郡，使其疆土扩展到整个汉江流域。原本同盟关系的百济与新罗也因此结仇。:35-36
在东北方面，新罗在真兴王统治期间疆土扩展到咸兴平原。561-568年，真兴王对该地区进行了巡视，并立有四块“巡境碑”，分别位于今庆尚南道昌宁、首尔北汉山、咸镜南道黄草岭和摩云岭。:35

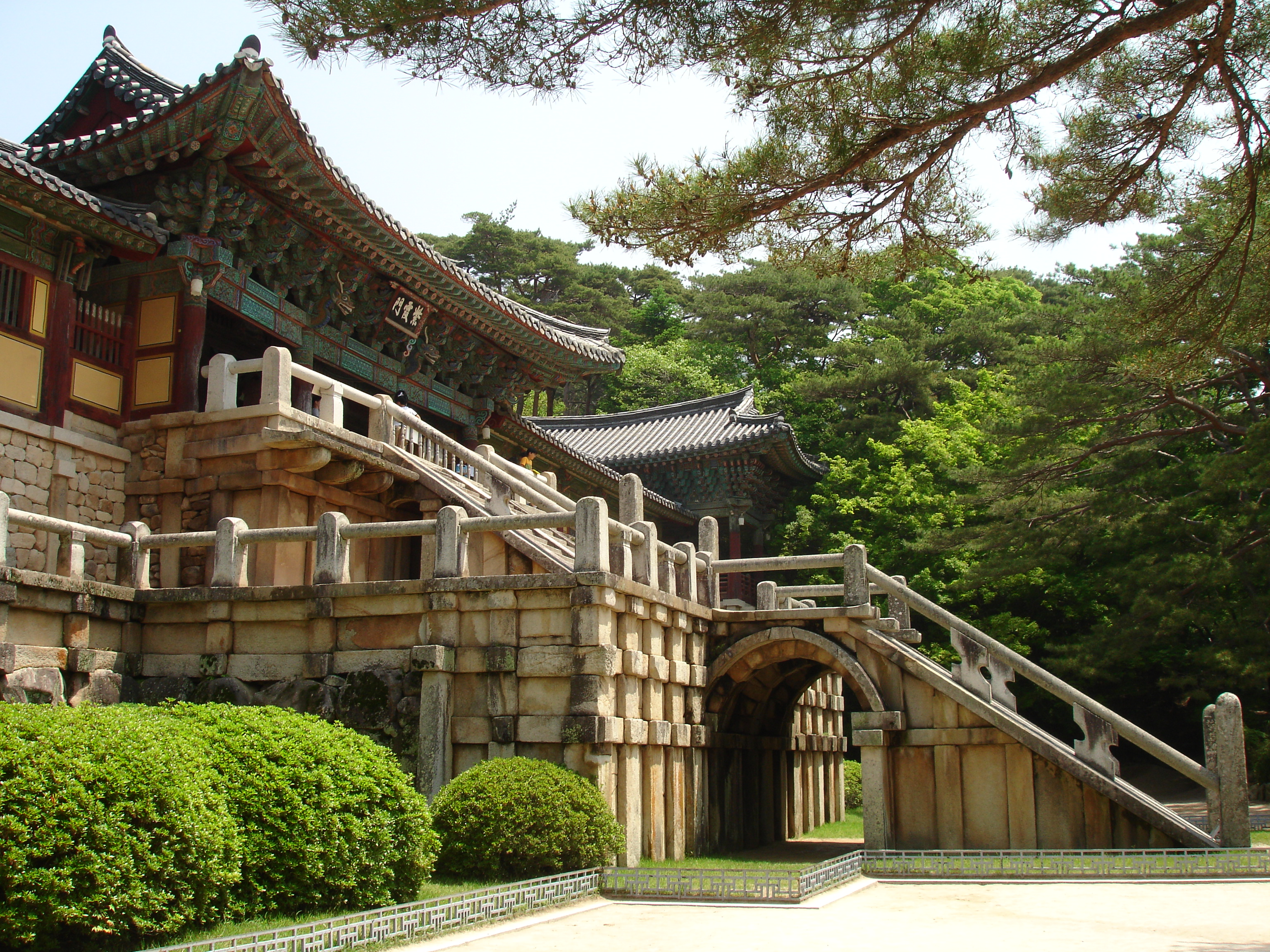
新罗佛国寺

### 统一三国
660年，新罗联合唐灭亡百济，668年又灭高句丽。此后，唐在高句丽故地设九都督并在平壤设安东都护府管辖朝鲜半岛，引发唐罗战争。战争断断续续持续了7年。唐最终将安东都护府从平壤迁往辽东（今辽阳）。新罗完全控制大同江至元山湾以南的地域，朝鲜半岛大部分地区形成统一国家。:69-72:49-50
新罗统一三国后，从各方面加强其中央集权统治。执行国王指令的执事部和掌管官吏选拔、任免的位和部被扩充，而原来由六部门阀贵族控制的国家权力机构和白会则被改编成没有实权的咨询机构。统一新罗还先后设立或扩充了掌管监察的司政府（659年）、掌管司法的左右理方府（667年）、掌管官吏俸禄的左司禄府（677年）、右司禄府（681年）、掌管土木的例作府（686年）等中央机关以加强其中央集权:78-83:50。为加强对门阀贵族的控制，统一新罗采取了迁豪，淡化京位与外位区别，通过“读书三品科”选拔官吏等措施:79-83:50。神文王五年（685），统一新罗“完备九州”，将全国分成九个州和五个小京，以加强对地方的管理:80-81:50-52。

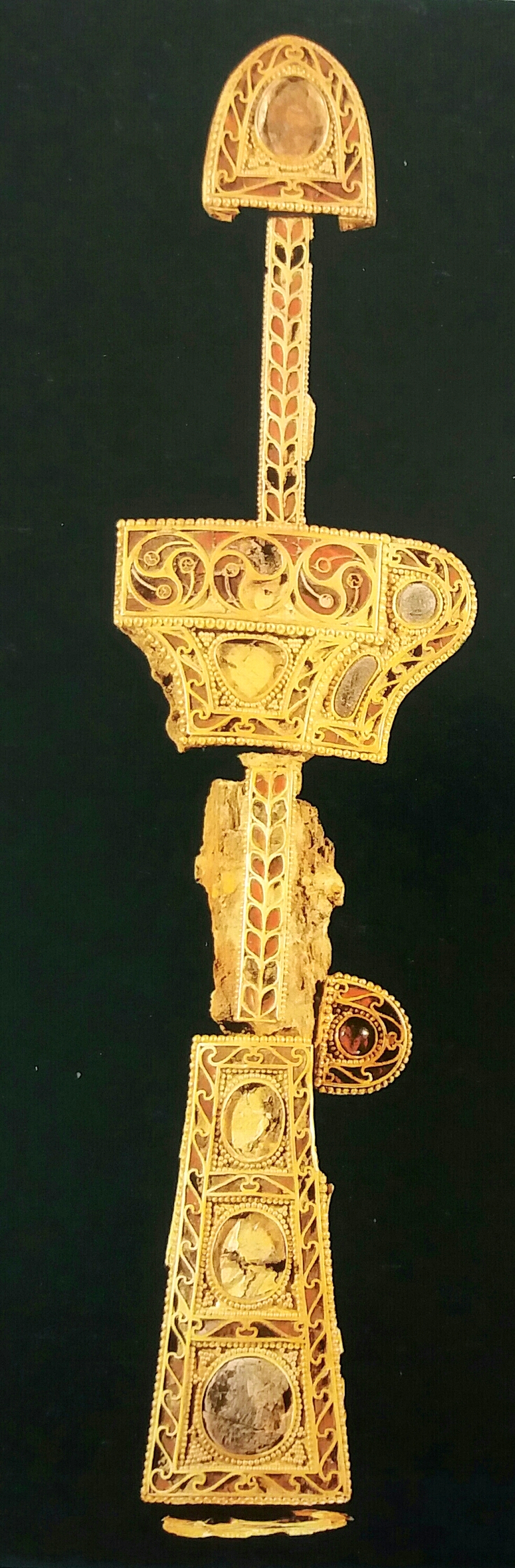
新罗宝石金饰宝剑

在经济方面，新罗在获得了大量原高句丽和百济的土地后，进行了新的土地丈量和户籍登记，并以此为基础推行“丁田制”:83-84:52。神文王7年（687），开始实行根据官吏职位的高低授予地区收租权的禄邑制。由于地方贵族与中央集权的经济利益矛盾，禄邑制在仅实施两年后就被禄俸制所取代。景德王十六年（757），统一新罗又由禄俸制改回禄邑制:86-87。
文武王至景德王统治期间的约百年时间里，统一新罗出现了社会经济繁荣发展的“圣代”景象。据《三国史记》记载，统一新罗一度出现“家给人足，民间安堵，域内无虞，仓廪积于丘山”的富庶。国都庆州“长三千七十五步，广三千一十八步，三十五里，六部”。《三国遗事》卷一载：“新罗全盛之时，京中十七万八千九百三十六户，一千三百六十坊，五十万里，三十五金入宅。... ...城中无一草屋，接角连墙，歌吹满路，昼夜不绝”:88-91。庆州城在其鼎盛时期是个拥有百万人口的中世纪大都会，为当时世界第四大城市（仅次于长安、罗马和君士坦丁堡）。

### 衰落与灭亡
765年年幼的惠恭王即位后，“太后临朝，政条不理，盗贼蜂起”，768年又出现全国范围的真骨贵族夺权叛乱。统一新罗从此开始走向衰退。780年，惠恭王被叛军所杀，妥协派宣德王即位，封叛乱共谋者金敬信为和白会长官上大。785年宣德王去世后，金敬信击败对手金周元夺取王位，是为元圣王。822年，金周元之子金宪昌在熊川州割据成立“长安国”，年号“庆云”。多处地方贵族势力纷纷响应。但叛乱被镇压，但统一新罗内讧仍然不断。:97-99:58-59
真圣女王统治时期，“诸州郡不输贡赋，府库虚空，国用穷乏”。真圣女王派官吏到各地“督促”租税，引发全国大规模农民起义。各地贵族也纷纷割据。900年，甄萱在百济故地建后百济。901年，弓裔在高句丽故地建后高句丽。朝鲜半岛出现后三国鼎立局面。918年，王建起兵反弓裔，建立高丽。935年，新罗向高丽投降。次年，高丽灭后百济。朝鲜半岛再次形成统一国家。:100-107:60-61

## 文化

### 佛教

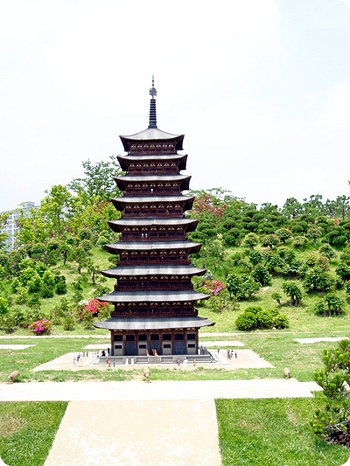
新罗皇龙寺复原模型

讷祇麻立干时期，佛教经高句丽传入新罗。佛教起初在新罗并不被接受。528年，异次顿为助法兴王弘法殉教后，佛教开始在新罗得到接受。534年，新罗开始兴建首座佛寺大王兴轮寺。真兴王在位时期，新罗建立起僧官制度。549年，梁武帝遣使为大王兴轮寺送来佛舍利。553年，新罗建造护国寺也是新罗最大的佛寺皇龙寺。:39-40
7世纪中叶的统一新罗佛教形成了戒律宗、涅槃宗、法性宗、华严宗、法相宗五个教派。9世纪后期又出现了禅宗九派（九山）。统一新罗佛教因此有“五派九山”的说法。统一新罗有很多僧人赴唐学习，其中新罗王子金乔觉在九华山圆寂化身为金地藏。据《大唐西域求法高僧传》记载，有9位新罗僧人经由唐朝西行求法。其中慧超留有《往五天竺国传》。此外，新罗亦有无赴唐经历但名声远播中原的名僧元晓。:43:54-55:107

### 儒学
儒家思想传入新罗的具体时间不详。从智证王以儒家《书》、《诗》之「德业日新」，「网罗四方」改国号“新罗”，可见当时儒家思想就已传入新罗。统一新罗神文王二年（682），新罗设立了专门研究儒家思想的国学，景德王六年（747）设各专业博士、助教，招收贵族子弟进行9年制的儒学教育。元圣王四年（788），新罗开设读书三品科，将教育与科举结合起来。此乃朝鲜科举制度的萌芽。此外，统一新罗亦有大量留学生赴唐学习儒学。较为著名的有强首、薛聪、金大问、崔致远等。:43-44:108-109

### 文学

#### 诗歌
随着汉字的引入和乡札的发明。新罗本土诗歌乡歌得以兴起。三国时期，乡歌的创作在新罗是最活跃的。但在文献中流传下来的仅有《彗星歌》和《运泥谣》两首:74-75:22。统一新罗时期，乡歌得到了长足的发展。据《三国史记》记载，真圣女王曾命角干魏弘和大矩和尚修撰乡歌集《三代目》。该书虽已失传，但可见当时乡歌在朝鲜半岛已经非常盛行。现存的统一新罗乡歌有《三国遗事》保存的11首:119-121:54-55。
许多新罗汉诗被《全唐诗》收录，包括真德女王送给唐高宗的五言排律《太平颂》:32-33:86-87，新罗王子金地藏的《送童子下山》等:141-144:63。统一新罗文学巨匠崔致远的诗歌有《桂苑笔耕集》中的60首、《东文选》的30首和分散在《全唐诗》以及其它文献的10余首:156-167:64-69 。现存保留下来最早的统一新罗汉文诗是8世纪上半叶新罗僧人慧超《往五天竺国传》残本中的五首:135-141。

#### 散文

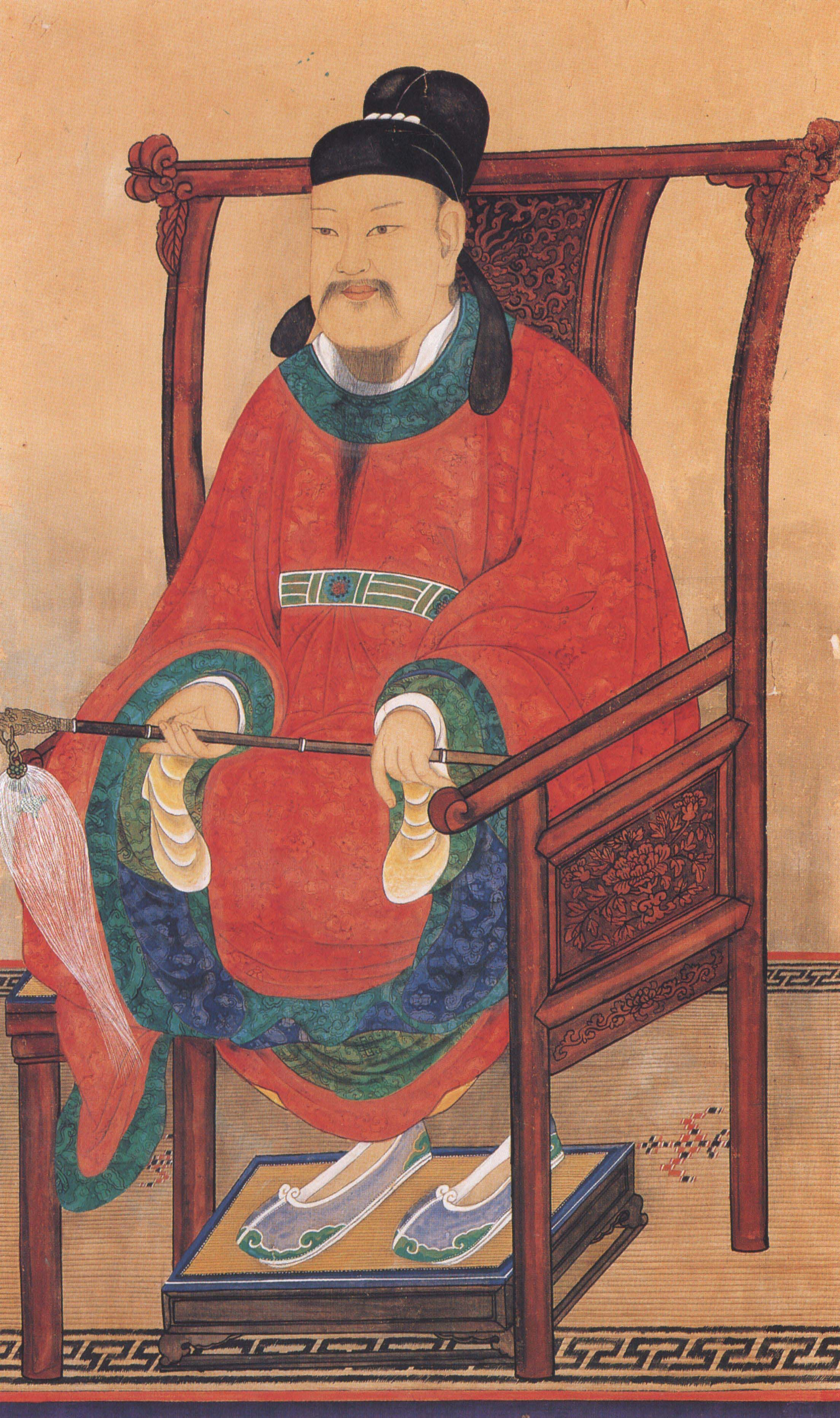
统一新罗文学巨匠崔致远

新罗时期出现了金大问、强首、薛聪、崔致远等散文家，留有《花王戒》、《往五天竺国传》、真兴王巡狩四碑碑志等散文名篇:92-189:29-30。崔致远是新罗散文大家。他在唐的16年间创作了万余篇作品，其中大部分都是散文和应用文（诗歌只有300多首）。他的散文集《桂苑笔耕集》收录的大多数是骈体四俪六的行政公文，但他的散文内容丰富，体裁多样，具有很高的艺术成就。他所撰写的《檄黄巢书》，条理清晰，措辞犀利。据《孤云先生遗事》记载，黄巢在读到“不惟天下之人皆思显戮，抑亦地中之鬼已议阴诛”时，不觉从床上掉了下来:168-170。

#### 史传和传奇文学
统一新罗时期史传文学和传奇文学兴盛。金大问是史传文学作家的代表，著有《高僧传》、《花郎世记》、《乐本》、《汉山记》等作品:211-213。统一新罗时期史传文学的代表作是《金庾信行录》。据《三国史记》记载，此书由金庾信玄孙新罗执事郎金长清所作，共十卷，是对金庾信一生的记录，其中有很多神异成分:216-224。
现存的统一新罗传奇文学有《新罗殊异传》中的《金现感虎》、《崔致远传》、《宝开祈祷》3篇:229:48-52。其中《崔致远传》采用的是唐传奇文体，文末带长诗《双女坟》。大部分的唐传奇作品文末的长诗都已失传。《崔致远传》是《长恨歌传》外，又一篇完整的唐传奇文体作品。其文末的《双女坟》是典型的长篇乐府歌行，为朝鲜文学史上的第一首长篇叙事诗:245-2500。

### 艺术

#### 音乐
新罗设有掌管音乐事务的专门机构“音乐署”，有卿2人，大师2人，师4人。据《三国史记》的记载，新罗有“三竹、三弦、拍板、大鼓”等乐器。其中三竹指的是新罗独特的大琴、中琴和小琴；三弦指伽倻琴、玄琴和琵琶。:47:110

#### 绘画
现存早期新罗的绘画主要是庆州市天马塚和98号古墓出土的天马图、骑马人图和瑞鸟图等:192:149。随着佛教的兴盛，佛教绘画在统一新罗时期开始兴起:150。统一新罗设有专门掌管绘画的机构“彩典”，出现了率居、金忠义等画家。据说皇龙寺内的古松壁画，芬皇寺内的观音菩萨像和晋州断俗寺维摩像都是出于率居之手:192-194:48。《三国史记》为其立传，是朝鲜正史中唯一的一位画家:179-174。金忠义是位曾在唐朝学艺的新罗画家，曾任管理唐宫廷工艺品的少府监。唐朝画家张彦远曾评价他的画技“巧绝过人，迹皆精妙”。统一新罗还有伏麻吕、饭万吕等赴日的画家。不过统一新罗画家的作品都已失传:48。

#### 陶瓷

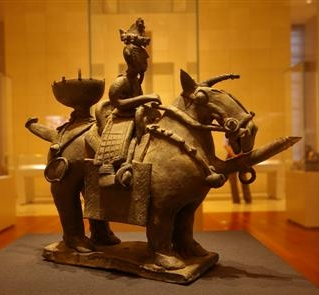
新罗骑士陶俑

新罗陶器是种烧成温度在1000℃以上的硬质灰陶，结构致密，强度大，近似炻器。早期新罗陶器主要采用泥条盘筑法进行成型，4世纪中叶开始使用轮制成型方法。新罗陶器不施釉，而是通过高温将胎土中的二氧化硅玻化，在陶器表面形成与釉一样的光滑效果。新罗陶器器型多为高足杯、长颈壶、器台等，大部分器皿无纹。由于厚葬的习俗，新罗出土陶器中有很多车型、舟型、人偶等异形陶器。:21-26:176
统一新罗陶器多施黄色和绿色釉。佛教的盛行使统一新罗的骨壶比三国时期更加华丽、精致:28-31:214。受唐三彩的影响，统一新罗时期出现了名为“新罗三彩”的三彩釉陶。9世纪后期，新罗开始从中国江浙地区输入青瓷、黑瓷和白瓷等瓷器，以及制瓷技术。朝鲜陶瓷从此进入瓷器时代:2。统一新罗是世界上最早从中国引进製瓷技术的国家。

## 科技

### 天文

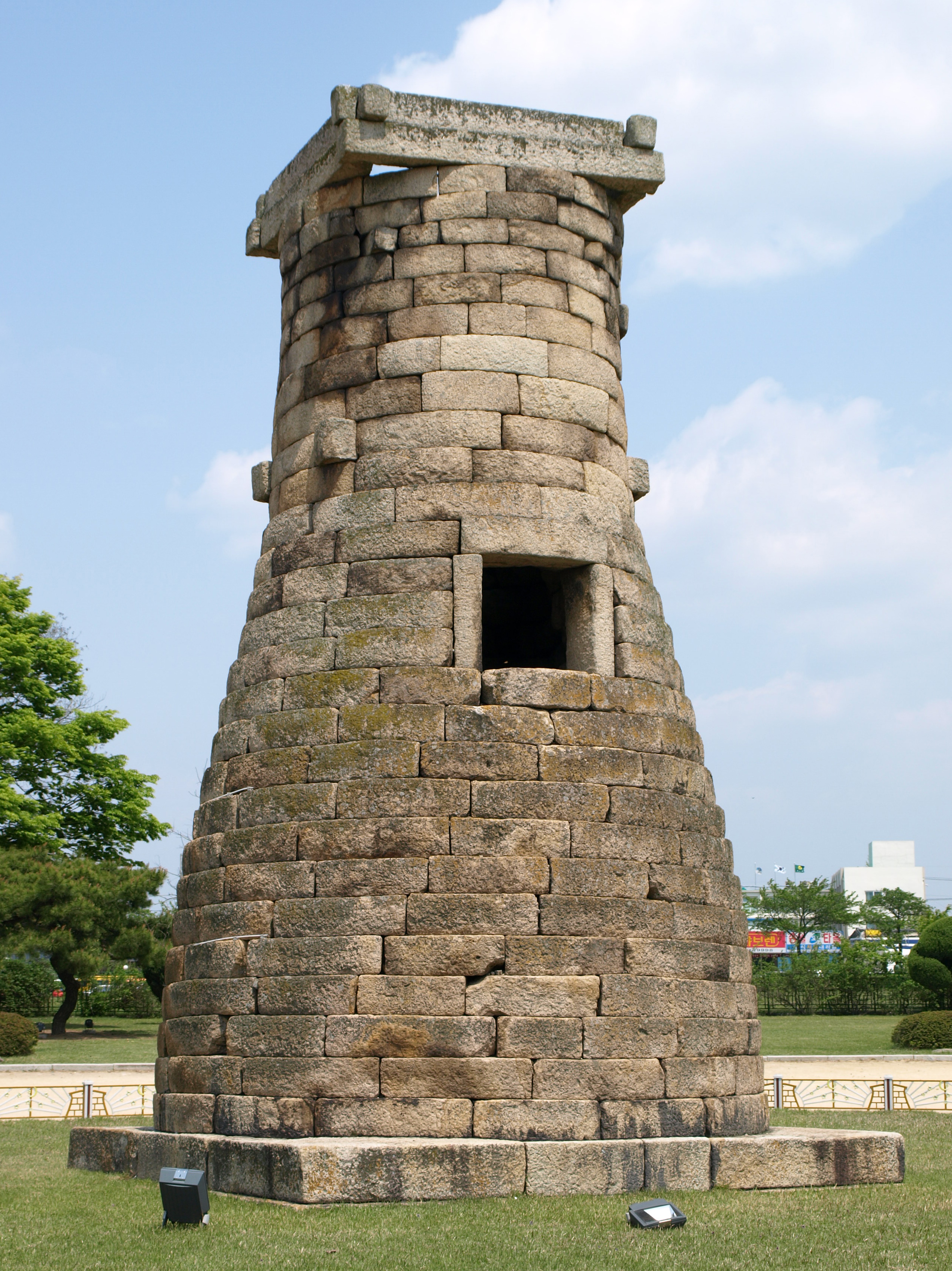
新罗瞻星台

新罗设有研究天文气象和制定历书的天文博士和司天博士。《三国史记》有关日蚀、彗星等天文气象的记载多达四百余条。新罗善德女王时期用于观测天象的瞻星台是目前世界现存最早的天文台。:73

### 医学
统一新罗于717年开设药殿，指定专门的医博士教授医学，主要科目是其从唐引入的《本草》、《甲乙》、《素问》、《针经》、《脉经》、《明堂》、《难经》等医学理论。三国时期留学印度的僧人回到统一新罗后，对统一新罗的佛教医学产生了一定的影响。从印度归来的僧人以及唐沿海新罗坊从事贸易的商人还将产于阿拉伯、东罗马帝国等地的药材引入朝鲜半岛。三国时期曾出现的救疗制度在统一新罗时期得到进一步的完善:7-8。
与此同时，从统一新罗传入中国的医方、药物也明显增多，比如高句丽的《老师方》被载入《外台秘要》，记载新罗僧人用威灵仙治愈足痹的《威灵仙传》，来华新罗僧人带来的《新罗法师方》等。其中，威灵仙的药效很快被中国医家认可并迅速推广，并被载入《本草》。据《三国史记》记载，662-929年中国使节先后约9次来朝鲜输入人参、牛黄、松子等药材。唐本草学著作中记载有人参、蓝腾根、大叶藻、昆布、白附子、土瓜、薄荷、荆芥、菊、海石榴、海红花、茄子、石发、海松子、桃、榛子、海狗脊、威灵仙、羊脂等原产于新罗的药材。:8
统一新罗时期的医书主要有《济众立效方》、《新罗法士方》、《新罗法士流观秘密要术方》和《新罗法师秘密方》四部。不过这四部书都已失佚，只有《新罗法士方》二首，《新罗法士流观秘密要术方》和《新罗法师秘密方》各一首保存在日本《医心方》中:8。据《三国遗事》记载，新罗曾进行过尸体解剖：“其骷髅周三尺三寸，身骨长九尺七寸，齿凝如一，骨节皆连锁，所谓天下无敌力士之骨。”:56

## 延伸阅读
[在维基数据编辑]
 《欽定古今圖書集成·方輿彙編·邊裔典·新羅部》，出自陈梦雷《古今圖書集成》
 《梁書/卷54》，出自姚思廉《梁書》
 《南史·卷79》，出自李延壽《南史》
 《北史·卷094》，出自李延壽《北史》
 《隋書·卷81》，出自魏徵《隋书》
 《舊唐書/卷199上》，出自刘昫《舊唐書》
 《新唐書·卷220》，出自《新唐書》
 《舊五代史·卷138》，出自薛居正《舊五代史》
 《新五代史·卷74》，出自歐陽修《新五代史》
 《三国史记》